# Popperklopper
 (août 2018).
Popperklopper est un groupe de punk rock allemand, originaire de Trèves, Bollendorf.

## Biographie

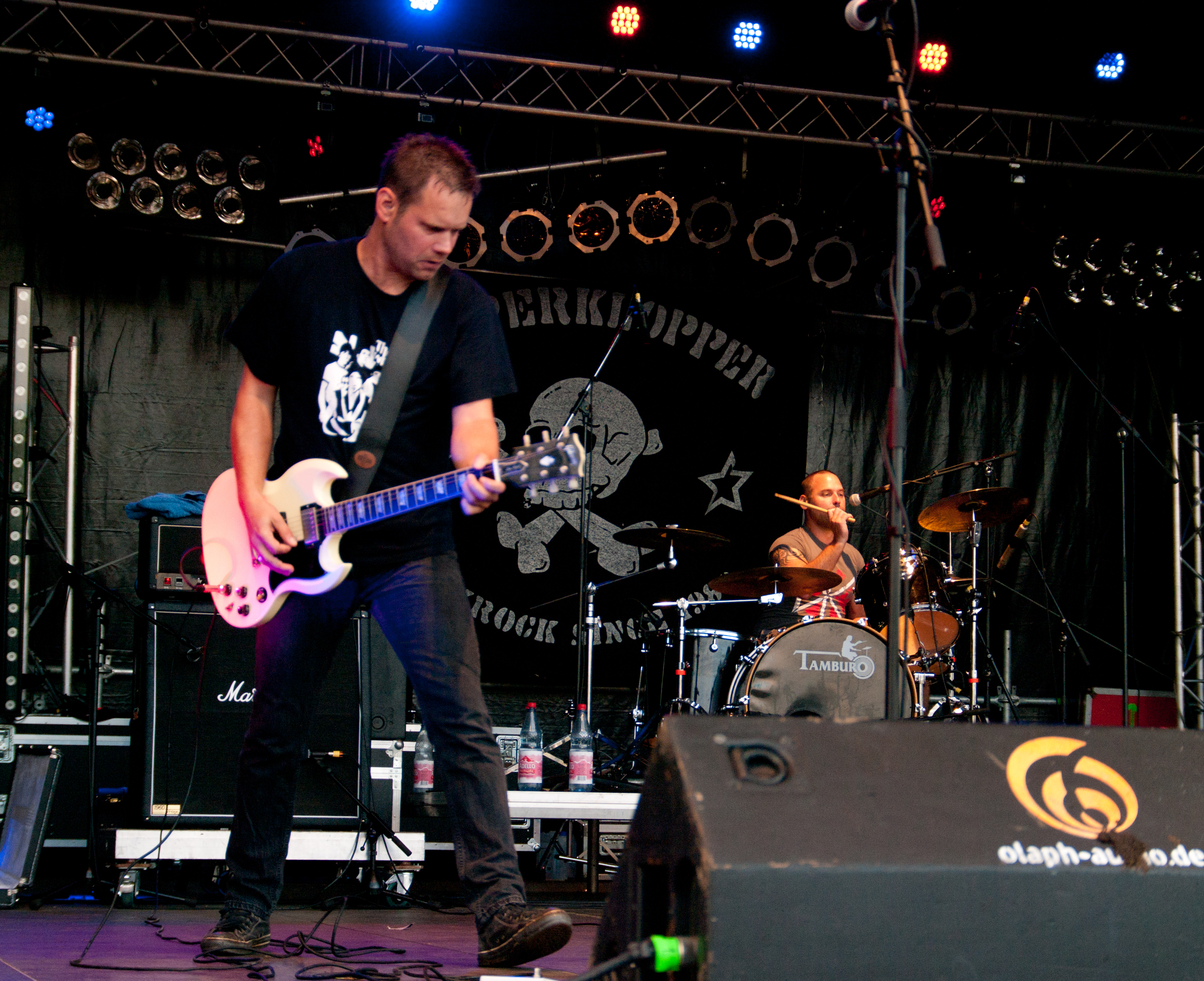
Carsten Jung et Strahl.

En 1989, le groupe est formé à partir d’un ancien orchestre. Il se popularise en tant que groupe de punk rock allemand avec de fortes influences tirées du heavy metal et du punk hardcore. 
En octobre 1994, les premiers morceaux sont enregistrés au syndicat culturel de Bitburg. Après avoir été contacté par le label Nasty Vinyl, le groupe se rend en janvier 1996 à Hanovre aux studios Lost and Found pour enregistrer Kalashnikow Blues et When the Troops ....
Au fil des ans, Popperklopper se tourne également de plus en plus vers le rock 'n' roll. Ceci renforcé par des textes en partie en allemand, accompagnés de paroles socio-critiques et personnelles. En 2005, le groupe fait une tournée de deux semaines en Russie et donne des concerts en Suède, en Angleterre, en France et en Belgique.
En 2010, le groupe fête ses 20 ans et sort un DVD à cette occasion. À cette période, le groupe est sous contrat avec le label Aggressive Punk Produktionen. En mars 2012, le groupe participe à l'émission neoParadise de ZDF.

## Discographie

### Albums studio
- 1996 : Kalashnikov Blues (Höhnie Records/Nasty Vinyl)
- 1997 : Wer sich nicht wehrt… der lebt verkehrt (Höhnie Records/Nasty Vinyl)
- 1999 : Nadel verpflichtet (Höhnie Records/Nasty Vinyl)
- 2000 : Alles wird gut (Höhnie Records/Nasty Vinyl)
- 2001 : Learning to Die (Weird Science Records)
- 2004 : No Compromise feat. Patti Pattex (Suppenkazpers Noize Imperium)
- 2010 : Was lange gärt, wird endlich Wut! (Nix Gut Records)
- 2013 : Wenn der Wind sich dreht (Aggressive Punk Produktionen)
- 2017 : Wolle was komme (Aggressive Punk Produktionen)

### Singles
- 1996 : Leben im KZ / Deutschland braucht Deutschpunk (split-7″ avec Novotny TV, Höhnie Records/Nasty Vinyl)
- 1997 : Elendszug (Split-10″ avec Anfall, Höhnie Records/Nasty Vinyl)
- 1999 : 10 Jahre Popperklopper Live (cassette live, Papst Johnnie Records)
- 2001 : Keine Geheimnisse (7″, Höhnie Records)
- 2003 : Horrorskop (7″, auto-édité)
- 2011 : 20 Jahre Popperklopper (compilation, CD/DVD, Aggressive Punk Produktionen)
- 2017 : Wolle was komme (Aggressive Punk Produktionen)